# 龍泉寺 (名古屋市)

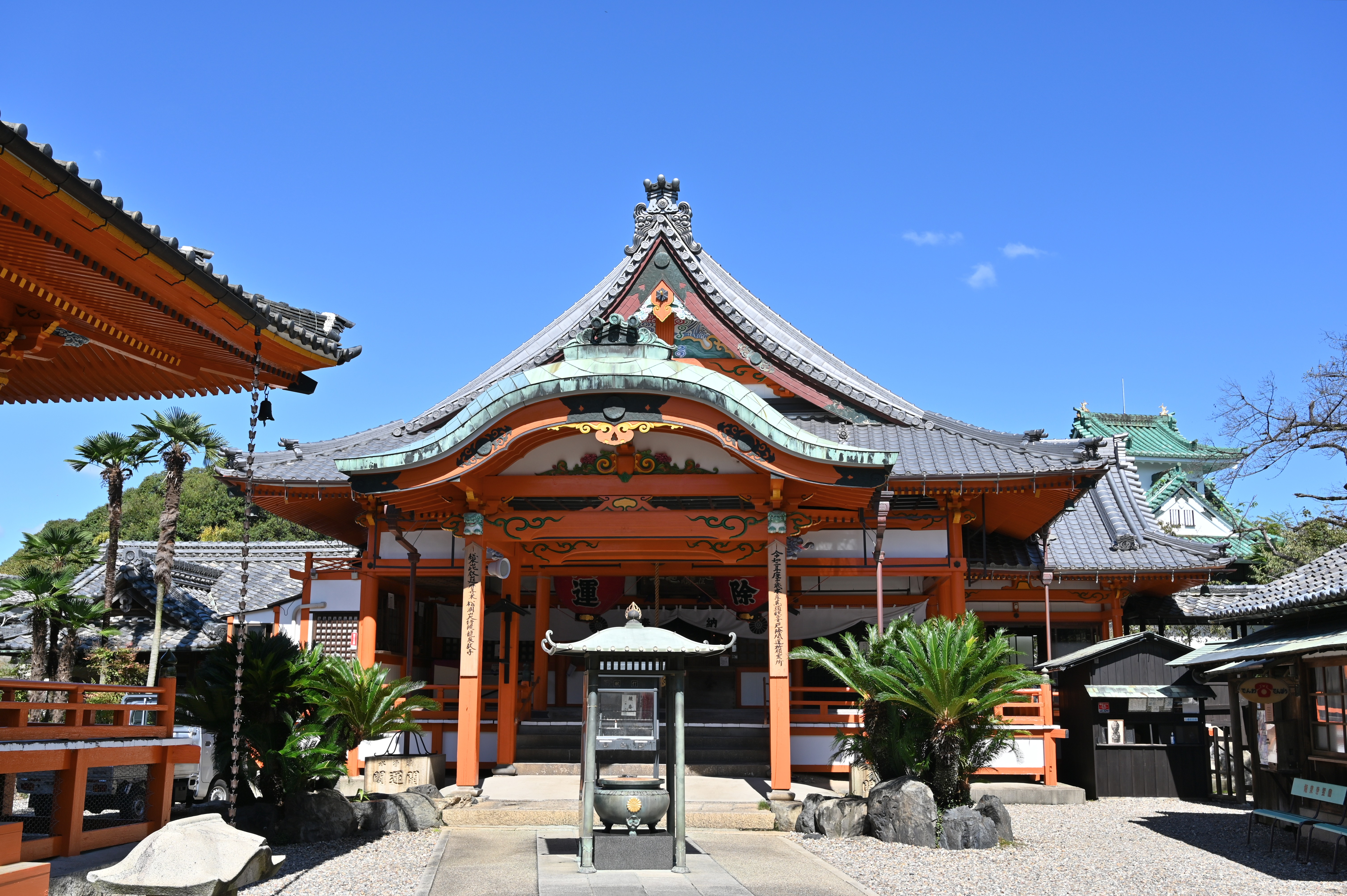
本堂

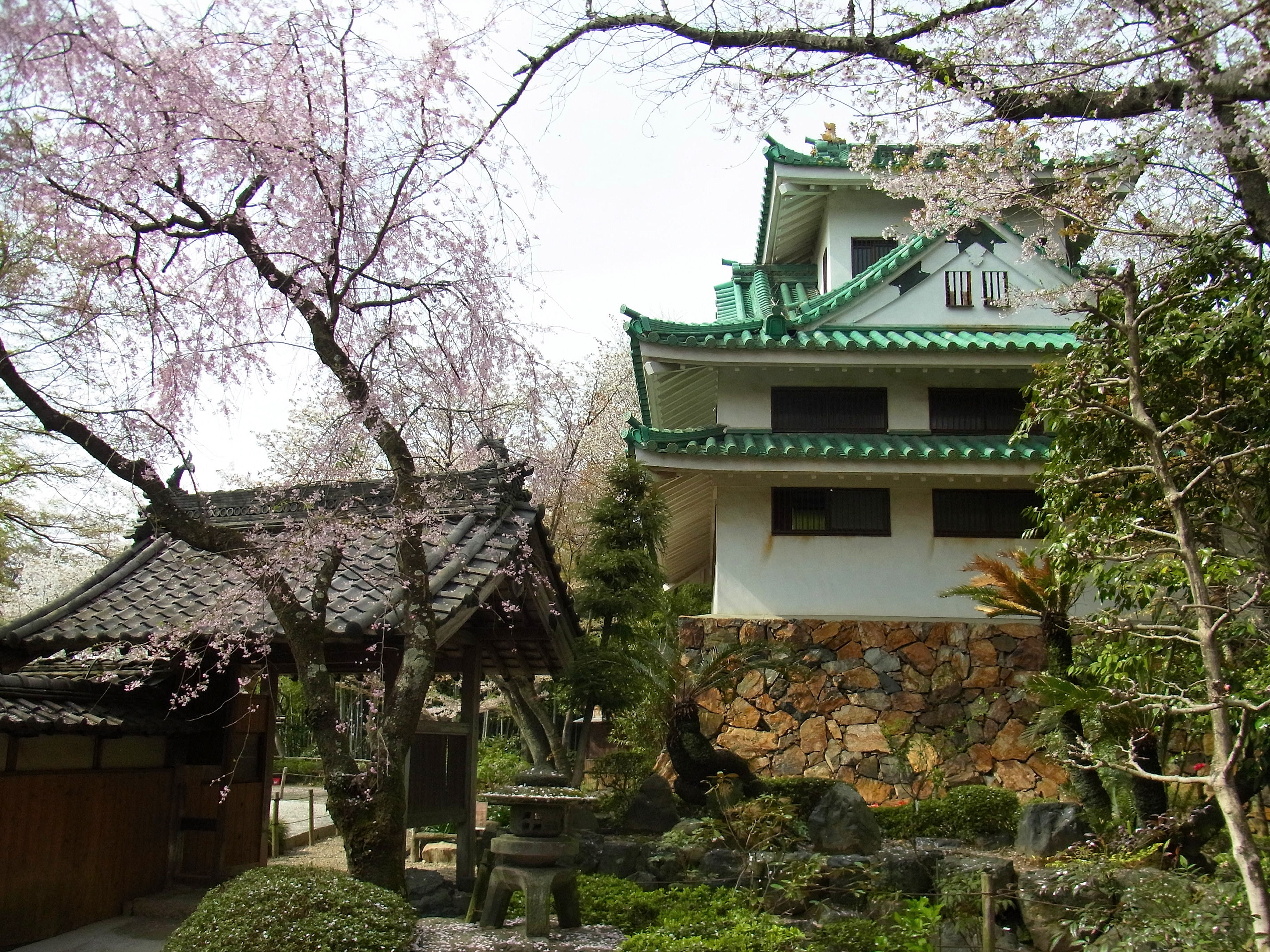
模擬天守（寶物館）

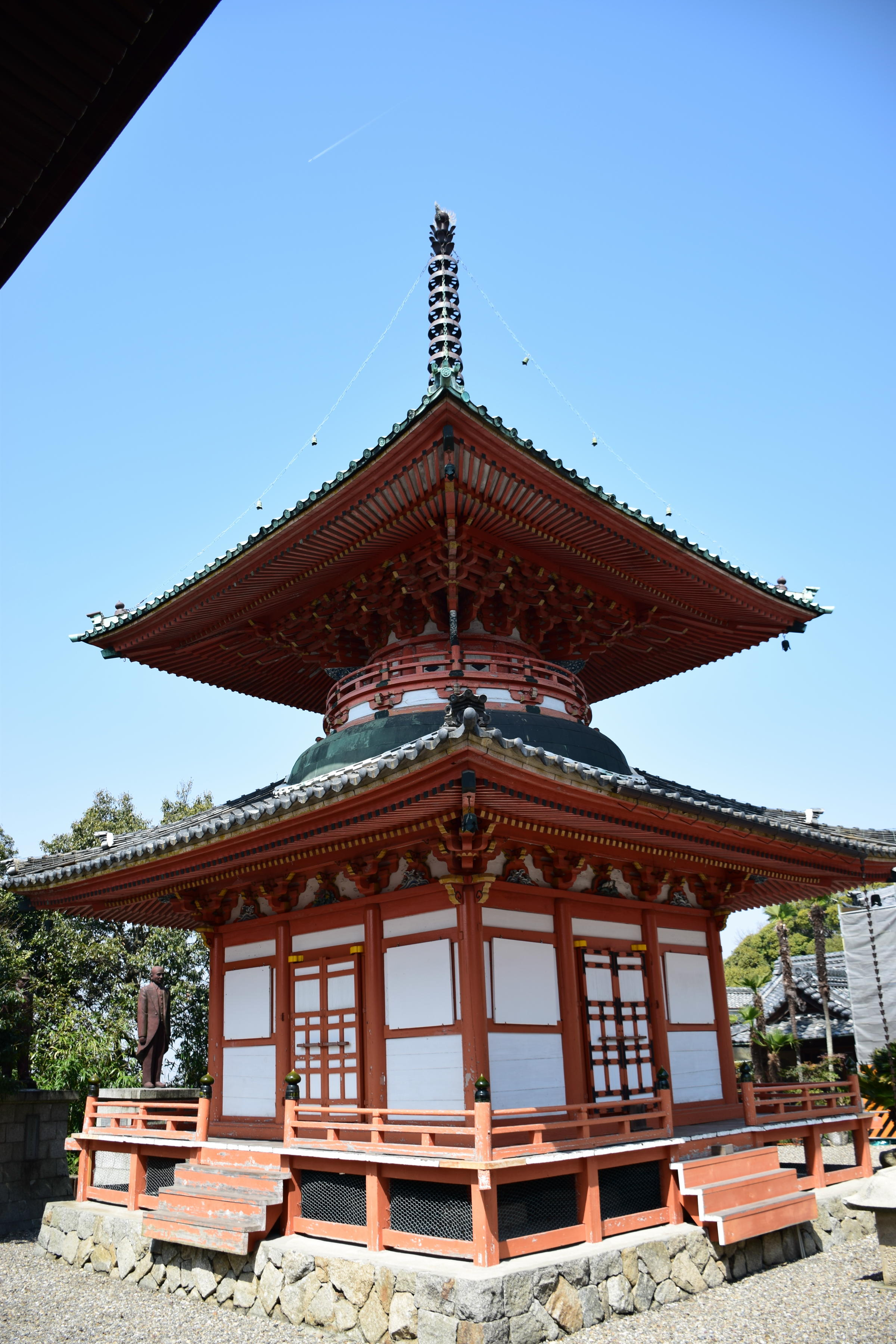
多寶塔

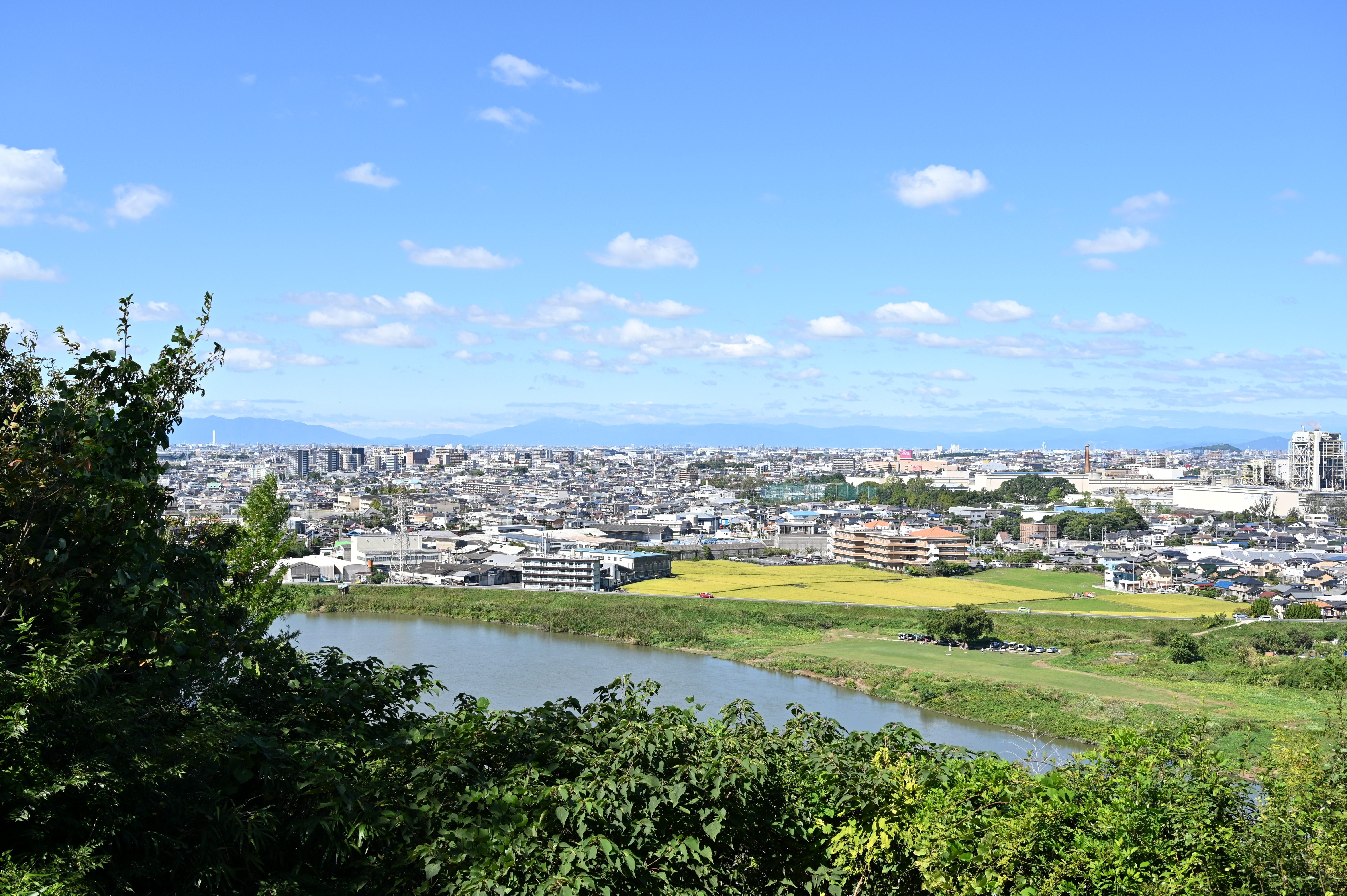
從展望台眺望庄内川和春日井市街

龍泉寺（日語：りゅうせんじ），是位於日本愛知縣名古屋市守山區竜泉寺的天台宗寺院。山號為「松洞山大行院」，另外也記為「竜泉寺」。是鎮守名古屋城的尾張四觀音之一；屬於尾張三十三觀音靈場第二十五號禮所。祭祀的本尊為馬頭觀音。

## 歷史
根據〈沙石集〉，尾張龍泉寺是由龍王一夜間所建立的寺院，據說可看到馬頭観音現出池水的遺跡。把此當為原型的〈龍泉寺記〉（寶曆5年、1755年記），在延曆年間傳教大師最澄在熱田神宮參籠中得到龍神啟示，在羅池畔唱誦經文的話，從池中會有龍升天，同時會有馬頭觀音出現，以此被認為是本尊祭祀而開基。
另一方面，弘法大師空海也將熱田神宮參籠中的熱田八劍中之三劍，埋納在此龍泉寺，因此龍泉寺成為熱田神功的奥之院。
龍泉寺是位於能眺望庄内川的山上，是由庄内川、崖、濕地所圍繞且能一眺濃尾平野的要害之地，自古以來在戰爭時被認為有軍事價值而常在此設陣。一般認為在弘治2年（1556年）織田信行築城，是永祿3年（1560年）桶狹間之戰前，為在清須城東北方建立防衛線，由織田信長派往龍泉寺的一員。天正12年（1584年）小牧・長久手之戰之際時，為討伐進入小幡城的德川家康，羽柴秀吉在此布陣（不過之後誕生了「一夜堀」的傳說）、秀吉在退兵時放火將所有建築物都燒毀了。在慶長3年（1598年），由鄰近寺院密藏院僧人秀純再興，明治39年（1906年）2月再度遭遇火災，除了多寶塔、仁王門、鐘樓外，全部燒毀。從火災遺跡中，挖掘出藏有慶長大判切2枚、慶長小判98枚的小判容器，有以此為基金來重建本堂的小故事。
多寶塔是在明治28年（1895年）所建。

## 龍泉寺城
在上述有關尾張的歷史中，龍泉寺好幾次被作為軍事施設所使用，因此也被認為是「龍泉寺城」。現在境内周圍一部分殘有防空壕狀的痕跡，在境内內側日本庭園旁邊建造起三層模擬天守，藏有重要文化財木造地藏菩薩像和円空佛等等，兼做為寶物館（每週日開館）。

## 文化財
重要文化財
- 仁王門 - 慶長12年（1607年）建。歇山頂板葺門樓。
- 木造地藏菩薩立像

其他文化財
- 円空作馬頭觀音立像（114cm）
- 円空作千体佛

## 主要年中行事
- 修正會（12月31日～1月6日）
- 開宗記念法要（1月26日）
- 節分會・星供（2月3日）
- 彼岸會（春分和秋分前後7日間）
- 灌佛會（4月8日）
- 盂蘭盆會（7月13日～17日）
- 盆施餓鬼會（8月17日）

## 所在地
愛知縣名古屋市守山區竜泉寺1丁目902番地

## 交通方式
- 名古屋導向巴士

竜泉寺口或竜泉寺停留所下車，徒步3分。
- 開車

名古屋第二環狀自動車道的小幡交流道下，或松河戶交流道往東北約5分。

## 周邊設施
- 庄内川
- 竜泉寺湯（可一日往返的溫泉）
- 愛知縣道15號名古屋多治見線
- 小幡綠地
- 吉根城跡

## 註腳
1. ↑  . 冨山房. 1907: 1288.
2. ↑  大島建彦. . 大修館書店. 2001: 1364.
3. ↑  愛知県姓氏家系大辞典編纂委員会 (编). . 角川書店. 1991: 1056.
4. ↑  吉永昭. . 講談社. 1982: 66.
5. ↑  . 誠文堂新光社. 1959: 158.
6. ↑  .   [2019-02-19]. （原始内容存档于2018-11-06）.

## 外部連結
- 龍泉寺 （页面存档备份，存于）（公式網站）